# Piotr Wesołowski
Piotr Tomasz Wesołowski (ur. 21 grudnia 1963 we Włocławku, zm. 12 kwietnia 2023 w Łodzi) – polski dziennikarz prasowy, telewizyjny i radiowy oraz publicysta związany z „Gazetą Wyborczą” i TV Toya, a także nauczyciel akademicki i menedżer.

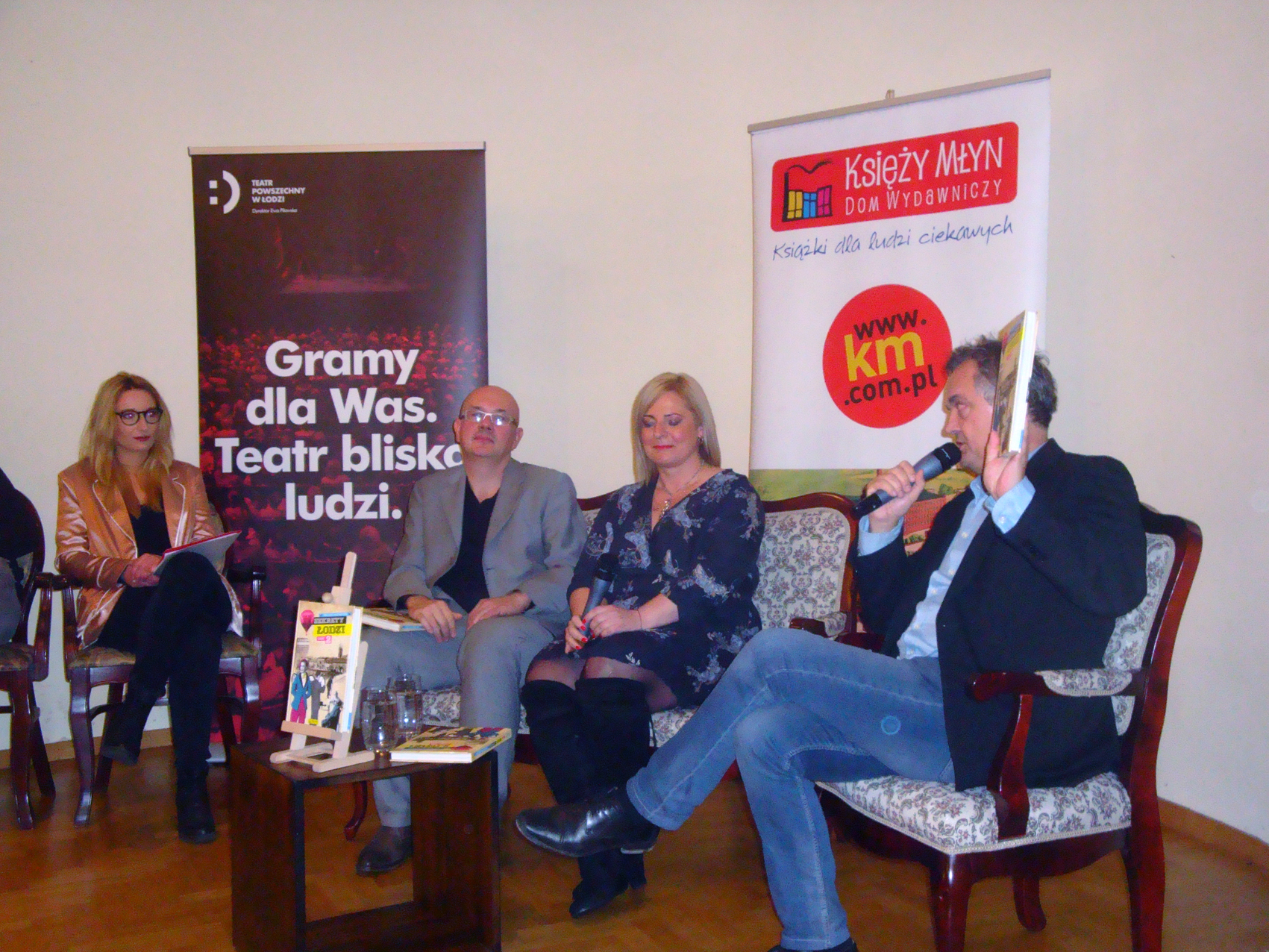
Piotr Wesołowski (pierwszy prawej) podczas promocji książki Sekrety Łodzi 2 (2017).

## Życiorys
Ukończył filologię polską na Uniwersytecie Łódzkim. W latach 1989–2019 od początku istnienia dziennika pracował w łódzkim oddziale „Gazety Wyborczej”. Pełnił w nim funkcję szefa działu politycznego, sekretarza redakcji, zastępcy redaktora naczelnego i redaktora naczelnego. Publikował teksty na łamach „Gazety Wyborczej” oraz jej dodatków: „Dużego Formatu”, „Ale Historii”, „Wysokich Obcasów”, a także „Press”, „Polityki” i „Wprost”, pisząc głównie o polityce, gospodarce i sporcie. W 2010 został wybrany dziennikarzem roku w plebiscycie Gali Biznesu. W 2019 po tym jak Agora i dziennikarz zakończyli współpracę, przedstawiciele władz miasta Łodzi, dyrektorzy teatrów, rektorzy uczelni, a także kilku byłych i urzędujących wówczas posłów, wystosowali apel mający na celu przywrócenie dziennikarza do pracy. Ostatecznie nie wrócił do gazety, natomiast podkreślił, że pozostał jej "wielkim fanem". Od 2000 roku pozostawał związany z Telewizją Toya, gdzie prowadził programy publicystyczne pt. „Dla Prawo- i Leworęcznych”, „Presuffka”, „IV Władza” i „Pod prąd”. Współpracował także z radiem TOK FM i Radiem Manhattan.
Równocześnie pracował jako nauczyciel akademicki, wykładając dziennikarstwo i komunikację społeczną na Uniwersytecie Łódzkim, Społecznej Akademii Nauk oraz Wyższej Szkole Zarządzania i Marketingu. Był dyrektorem łódzkiego oddziału Instytutu Heweliusza. Prowadził szkolenia w zakresie kontaktów z mediami i wychodzenia z kryzysów medialnych. Pełnił też rolę menedżera i koordynował kierunek MBA in Community Management i Akademii Firm Rodzinnych w Łodzi. Był mentorem w programie Absolwent VIP Uniwersytetu Łódzkiego, zrzeszającym najwybitniejszych absolwentów uczelni, do którego dołączył wraz z Markiem Belką, Anitą Werner, Pawłem Edelmanem i Anną Marią Wesołowską. 
Był autorem monografii 100 lat Widzewa Łódź, a także wraz z m.in. Jerzym Bralczykiem i Geraldem Abramczykiem współautorem podręcznika o marketingu politycznym i medialnym Komunikatorzy.

## Życie prywatne
Miał żonę Dorotę i córkę Olgę. W środowisku znany pod przydomkiem „Wesoły”. Był zaangażowanym w życie klubu kibicem Widzewa Łódź. 
Zmarł nagle w wieku 59 lat. Został pochowany w alei zasłużonych na cmentarzu Doły w Łodzi (kw. XXXIV-26-14).

## Publikacje
- Andrzej Drzycimski: Komunikatorzy. Wpływ, wrażenie, wizerunek. Warszawa: Branta, 2000. ISBN 83-86605-62-6. OCLC 46777603. [dostęp 2023-04-12]. Brak numerów stron w książce
- Piotr Wesołowski: 100 lat Widzewa Łódź. Bydgoszcz: camVERS, 2010. ISBN 978-83-62011-10-0. [dostęp 2023-04-15]. Brak numerów stron w książce

## Odznaczenia
- Złoty Krzyż Zasługi: przyznany 7 maja 2014 roku przez prezydenta RP Bronisława Komorowskiego[9] za „wybitne zasługi w budowaniu niezależnej prasy w Polsce, za pielęgnowanie wartości, jakie legły u podstaw polskich przemian demokratycznych, za wkład w rozwój nowoczesnej publicystyki i przestrzeganie wysokich standardów w pracy dziennikarskiej, redakcyjnej i menedżerskiej”[10].

## Nagrody
- „Dziennikarz Roku 2010” w plebiscycie Gali Biznesu[3].